# 아카메구치역
아카메구치역(일본어: 赤目口駅)은 일본 미에현 나바리시에 위치한 긴키 닛폰 철도 오사카 선의 철도역이다. 역 번호는 D 48이며, 상대식 승강장 2면 2선의 구조를 갖춘 지상역이다.

## 타는 곳
| 1 | D 오사카 선 | 하행 | 나바리 · 이세나카가와 · 이세시마 · 나고야 방면                            |
| 2 | D 오사카 선 | 상행 | 하이바라 · 야마토야기 · 오사카우에혼마치 · 오사카난바 · 고베산노미야 방면 |

## 이용 현황
| 연도   | 1일 평균 승차 인원 |
| ------ | ------------------ |
| 1997년 | 1,040              |
| 1998년 | 1,001              |
| 1999년 | 965                |
| 2000년 | 937                |
| 2001년 | 895                |
| 2002년 | 856                |
| 2003년 | 820                |
| 2004년 | 814                |
| 2005년 | 759                |
| 2006년 | 737                |
| 2007년 | 715                |
| 2008년 | 693                |
| 2009년 | 679                |
| 2010년 | 672                |
| 2011년 | 650                |
| 2012년 | 651                |
| 2013년 | 633                |
| 2014년 | 609                |
| 2015년 | 609                |

## 역 주변
- 아카메 48 계곡

## 인접 역
| 긴키 닛폰 철도 D 오사카 선             | 긴키 닛폰 철도 D 오사카 선                 | 긴키 닛폰 철도 D 오사카 선   |
| -------------------------------------- | ------------------------------------------ | ---------------------------- |
| D46 무로구치오노 오사카우에혼마치 방면 | ■ 쾌속급행                                 | 나바리 D49 이세나카가와 방면 |
| D47 산본마쓰 오사카우에혼마치 방면     | ■ 급행 · ■ 준특급 · ■ 구간 준특급 · ■ 보통 | 나바리 D49 이세나카가와 방면 |